# Elaphoglossum pattersoniae
Elaphoglossum pattersoniae là một loài dương xỉ trong họ Dryopteridaceae. Loài này được Mickel mô tả khoa học đầu tiên năm 1990.